# Festival da Canção 2021
Das 54. Festival da Canção fand im Februar und März 2021 statt und war der portugiesische Vorentscheid zum Eurovision Song Contest 2021 in Rotterdam (Niederlande). Die Band The Black Mamba gewann mit ihrem Lied Love Is on My Side.

## Format

### Konzept
Am 16. Oktober 2020 bestätigte die öffentlich-rechtliche Rundfunkanstalt Rádio e Televisão de Portugal (RTP) seine Teilnahme am Eurovision Song Contest 2021. Damit einhergehend gab RTP auch an, dass der portugiesische Beitrag für 2021 wieder über das Festival da Canção bestimmt werden soll. Dabei soll am Konzept der vergangen zwei Jahre festgehalten werden. Allerdings werden dieses Mal vier Teilnehmer mehr an der Sendung teilnehmen als noch 2019 und 2020. Somit werden je zehn Teilnehmer pro Halbfinale auftreten. Je fünf qualifizieren sich davon für das Finale, wo dann zehn Finalisten gegeneinander antreten. Alle Ergebnisse werden zu 50 % von einer Jury und zu 50 % von den Zuschauern bestimmt.

### Austragungsort
Erstmals seit 2015 werden alle drei Sendungen wieder in den RTP Studios ausgetragen. Ebenfalls finden alle drei Sendungen ohne Publikum statt. Grund dafür sind die Beschränkungen wegen der COVID-19-Pandemie.

### Beitragswahl
Wie in den Vorjahren lud RTP wieder Komponisten ein, die ein Lied für das Festival komponieren sollen. Dabei steht es den Komponisten frei ihr Lied selbst vorzutragen oder einen Interpreten für das Lied zu suchen. 18 Lieder werden somit auf diese Weise bestimmt, während die verbleibenden zwei Beiträge über einen öffentlichen Aufruf bestimmt werden. Dabei konnten vom 16. Oktober 2020 bis zum 25. November 2020 Beiträge bei RTP eingereicht werden. Es durften dabei nur portugiesische Staatsbürger oder Personen, die in Portugal leben einen Beitrag einreichen. Ansonsten müssen die Beiträge den Regeln des ESC 2021 entsprechen. Dabei erlaubt RTP nun auch, wie es ab 2021 beim ESC der Fall ist, Hintergrundgesang vom Band abzuspielen. Insgesamt wurden 693 Beiträge eingereicht. RTP wählte zwei Komponist im Rahmen des Formats Master Class aus, eine von Antena 1 produzierte Sendung, die sich an Autoren und Komponisten richtete, die bisher noch kein Werk veröffentlicht haben. Pedro Gonçalves und Miguel Marôco wurden so ausgewählt.

## Teilnehmer

### Komponist
Am 4. Dezember 2020 stellte RTP die 20 ausgewählten Komponisten vor, die für jeweils einen Beitrag verantwortlich sein werden.
- Anne Victorino D’Almeida
- Carolina Deslandes
- Da Chick
- Fábia Maia
- Filipe Melo
- Hélder Moutinho
- IAN
- Irma
- Joana Alegre
- João Vieira
- Karetus
- NEEV
- Pedro da Linha
- Pedro Gonçalves
- Miguel Marôco
- Stereossauro
- Tainá
- Tatanka
- Virgul
- Viviane

Am 20. Januar 2021 veröffentlichte dann die 20 Lieder der 20 Autoren inklusive deren Interpreten.

## Halbfinale

### Erstes Halbfinale
Das erste Halbfinale fand am 20. Februar 2021 um 21:00 Uhr (UTC) im RTP Studio 1 in Lissabon statt. Fünf Interpreten qualifizierten sich für das Finale.
| Platz | Startnr. | Interpret              | Lied Musik (M) und Text (T)                                        | Sprache                 | Übersetzung (inoffiziell) | Punkte | Punkte    | Punkte |
| Platz | Startnr. | Interpret              | Lied Musik (M) und Text (T)                                        | Sprache                 | Übersetzung (inoffiziell) | Jury   | Zuschauer | Gesamt |
| ----- | -------- | ---------------------- | ------------------------------------------------------------------ | ----------------------- | ------------------------- | ------ | --------- | ------ |
| 01.   | 01       | The Black Mamba        | Love Is on My Side M/T: Tatanka                                    | Englisch                | Liebe ist an meiner Seite | 10     | 12        | 22     |
| 02.   | 09       | Sara Afonso            | Contramão M: Filipe Melo; T: Teresa Sequeira                       | Portugiesisch           | Gegenteil                 | 12     | 7         | 19     |
| 03.   | 02       | Valéria                | Na mais profunda saudade M/T: Hélder Moutinho                      | Portugiesisch           | Die tiefe Sehnsucht       | 6      | 10        | 16     |
| 04.   | 08       | Karetus & Romeu Bairos | Saudade M/T: Karetus, Romeu Bairos                                 | Portugiesisch           | Sehnsucht                 | 7      | 8         | 15     |
| 05.   | 06       | Fábia Maia             | Dia lindo M/T: Fábia Maia                                          | Portugiesisch           | Schöner Tag               | 8      | 2         | 10     |
| 06.   | 07       | IRMA                   | Livros M: IRMA, T: PITY                                            | Portugiesisch           | Bücher                    | 5      | 3         | 08     |
| 07.   | 10       | IAN                    | Mundo M/T: IAN                                                     | Portugiesisch, Englisch | Welt                      | 4      | 4         | 08     |
| 08.   | 05       | Miguel Marôco          | Girassol M/T: Miguel Marôco                                        | Portugiesisch           | Sonnenblume               | 3      | 5         | 08     |
| 09.   | 04       | Nadine                 | Cheguei aqui M: Anne Victorino D’Almeida; T: Tiago Torres da Silva | Portugiesisch           | Ich kam hier              | 1      | 6         | 07     |
| 10.   | 03       | Mema                   | Claro como água M: Stereossauro, Mema; T: Mema                     | Portugiesisch           | Klar wie Wasser           | 2      | 1         | 03     |

### Zweites Halbfinale
Das zweite Halbfinale fand am 27. Februar 2021 um 21:00 Uhr (UTC) im RTP Studio 1 in Lissabon statt. Fünf Interpreten qualifizierten sich für das Finale.
| Platz | Startnr. | Interpret          | Lied Musik (M) und Text (T)                    | Sprache                 | Übersetzung (inoffiziell) | Punkte | Punkte    | Punkte |
| Platz | Startnr. | Interpret          | Lied Musik (M) und Text (T)                    | Sprache                 | Übersetzung (inoffiziell) | Jury   | Zuschauer | Gesamt |
| ----- | -------- | ------------------ | ---------------------------------------------- | ----------------------- | ------------------------- | ------ | --------- | ------ |
| 01.   | 08       | Carolina Deslandes | Por um triz M/T: Carolina Deslandes            | Portugiesisch           | Beinahe                   | 12     | 10        | 22     |
| 02.   | 10       | NEEV               | Dancing In The Stars M/T: Neev                 | Englisch                | Tanzen in den Sternen     | 8      | 12        | 20     |
| 03.   | 05       | Joana Alegre       | Joana do mar M/T: Joana Alegre                 | Portugiesisch           | Joana des Meeres          | 7      | 8         | 15     |
| 04.   | 04       | EU.CLIDES          | Volte-Face M/T: Pedro da Linha                 | Portugiesisch           | Rückfläche                | 10     | 3         | 13     |
| 05.   | 06       | Pedro Gonçalves    | Não vou ficar M/T: Pedro Gonçalves             | Portugiesisch           | Ich werde nicht bleiben   | 3      | 7         | 10     |
| 06.   | 07       | Ana Tereza         | Com um abraço M: Viviane, Viegas; T: Viviane   | Portugiesisch           | Mit einer Umarmung        | 5      | 4         | 09     |
| 07.   | 03       | Ariana             | Mundo Melhor M: Virgul; T: Virgul, Alex d’Alva | Portugiesisch, Englisch | Bessere Welt              | 6      | 1         | 07     |
| 08.   | 09       | Graciela           | A vida sem acontecer M/T: João Vieira          | Portugiesisch           | Leben ohne Stattfinden    | 2      | 6         | 08     |
| 09.   | 02       | Tainá              | Jasmin M/T: Tainá                              | Portugiesisch           | Jasmin                    | 4      | 2         | 06     |
| 10.   | 01       | Da Chick           | I Got Music M/T: Da Chick                      | Englisch                | Ich habe Musik            | 1      | 5         | 06     |

## Finale
Das Finale fand am 6. März 2021 um 21:00 Uhr (UTC) im RTP Studio 1 in Lissabon statt. Zehn Interpreten traten hier um den Sieg gegeneinander an. Die Startreihenfolge wurde am 1. März 2021 veröffentlicht.
| Platz | Startnr. | Interpret              | Lied Musik (M) und Text (T)                   | Sprache       | Übersetzung (inoffiziell) | Punkte | Punkte    | Punkte |
| Platz | Startnr. | Interpret              | Lied Musik (M) und Text (T)                   | Sprache       | Übersetzung (inoffiziell) | Jury   | Zuschauer | Gesamt |
| ----- | -------- | ---------------------- | --------------------------------------------- | ------------- | ------------------------- | ------ | --------- | ------ |
| 01.   | 10       | The Black Mamba        | Love Is on My Side M/T: Tatanka               | Englisch      | Liebe ist an meiner Seite | 10     | 10        | 20     |
| 02.   | 05       | Carolina Deslandes     | Por um triz M/T: Carolina Deslandes           | Portugiesisch | Beinahe                   | 12     | 8         | 20     |
| 03.   | 06       | NEEV                   | Dancing In The Stars M/T: Neev                | Englisch      | Tanzen in den Sternen     | 5      | 12        | 17     |
| 04.   | 08       | Sara Afonso            | Contramão M: Filipe Melo; T: Teresa Sequeira  | Portugiesisch | Gegenteil                 | 8      | 5         | 13     |
| 05.   | 04       | Valéria                | Na mais profunda saudade M/T: Hélder Moutinho | Portugiesisch | Die tiefe Sehnsucht       | 3      | 7         | 10     |
| 06.   | 01       | Karetus & Romeu Bairos | Saudade M/T: Karetus, Romeu Bairos            | Portugiesisch | Sehnsucht                 | 4      | 6         | 10     |
| 07.   | 02       | Joana Alegre           | Joana do mar M/T: Joana Alegre                | Portugiesisch | Joana des Meeres          | 6      | 3         | 9      |
| 08.   | 09       | EU.CLIDES              | Volte-Face M: Pedro da Linha; T: TOTA         | Portugiesisch | Rückfläche                | 7      | 2         | 9      |
| 09.   | 07       | Pedro Gonçalves        | Não vou ficar M/T: Pedro Gonçalves            | Portugiesisch | Ich werde nicht bleiben   | 1      | 4         | 5      |
| 10.   | 03       | Fábia Maia             | Dia lindo M/T: Fábia Maia                     | Portugiesisch | Schöner Tag               | 2      | 1         | 3      |

### Juryvoting
| Startnr. | Lied                     | Centro | Lisboa | Alentejo | Algarve | Madeira | Azoren | Norte | Gesamt | Punkte |
| -------- | ------------------------ | ------ | ------ | -------- | ------- | ------- | ------ | ----- | ------ | ------ |
| 01       | Saudade                  | 5      | 4      | 2        | 3       | 4       | 10     | 1     | 29     | 04     |
| 02       | Joana do mar             | 10     | 7      | 12       | 4       | 5       | 3      | 3     | 44     | 06     |
| 03       | Dia lindo                | 2      | 2      | 5        | 2       | 1       | 1      | 6     | 19     | 02     |
| 04       | Na mais profunda saudade | 4      | 3      | 8        | 5       | 2       | 4      | 2     | 28     | 03     |
| 05       | Por um triz              | 7      | 12     | 10       | 10      | 10      | 8      | 10    | 67     | 12     |
| 06       | Dancing In The Stars     | 3      | 8      | 1        | 7       | 8       | 7      | 4     | 38     | 05     |
| 07       | Não vou ficar            | 1      | 1      | 3        | 1       | 3       | 2      | 5     | 16     | 01     |
| 08       | Contramão                | 8      | 5      | 7        | 8       | 7       | 12     | 8     | 55     | 08     |
| 09       | Volte-Face               | 6      | 6      | 6        | 6       | 6       | 5      | 12    | 47     | 07     |
| 10       | Love Is on My Side       | 12     | 10     | 4        | 12      | 12      | 6      | 7     | 63     | 10     |